# AP600
AP600 — атомный реактор мощностью 600 МВт, спроектированной Westinghouse Electric Company. AP600 имеет функции пассивной безопасности, характерные для концепции реактора поколения III. Прогнозируемая частота повреждений активной зоны почти в 1000 раз меньше, чем сегодняшние требования Комиссии по ядерному регулированию (NRC). Дальнейшим развитием этого реактора является реактор AP1000, который отличается повышенной мощностью и некоторыми улучшениями конструкции.
Сертификационные испытания и анализ конструкции реакторов AP600 и AP1000 для Westinghouse были проведены на объекте APEX в Университете штата Орегон. Интегральная система пониженного давления в масштабе в одну четверть сертифицировала пассивно безопасные системы, которые охлаждают активную зону реактора с помощью силы тяжести и естественной циркуляции.
Окончательный сертификат NRC был получен в 1999 году, но никаких заказов не последовало. Основная причина разработки AP1000, заключалась в эффекте масштаба, который достигается при использовании более мощных станций. Более мощный AP1000 занимает ту же площадь, но имеет более высокую степень защиты и выходную мощность 1000 МВт.